# Ölfat

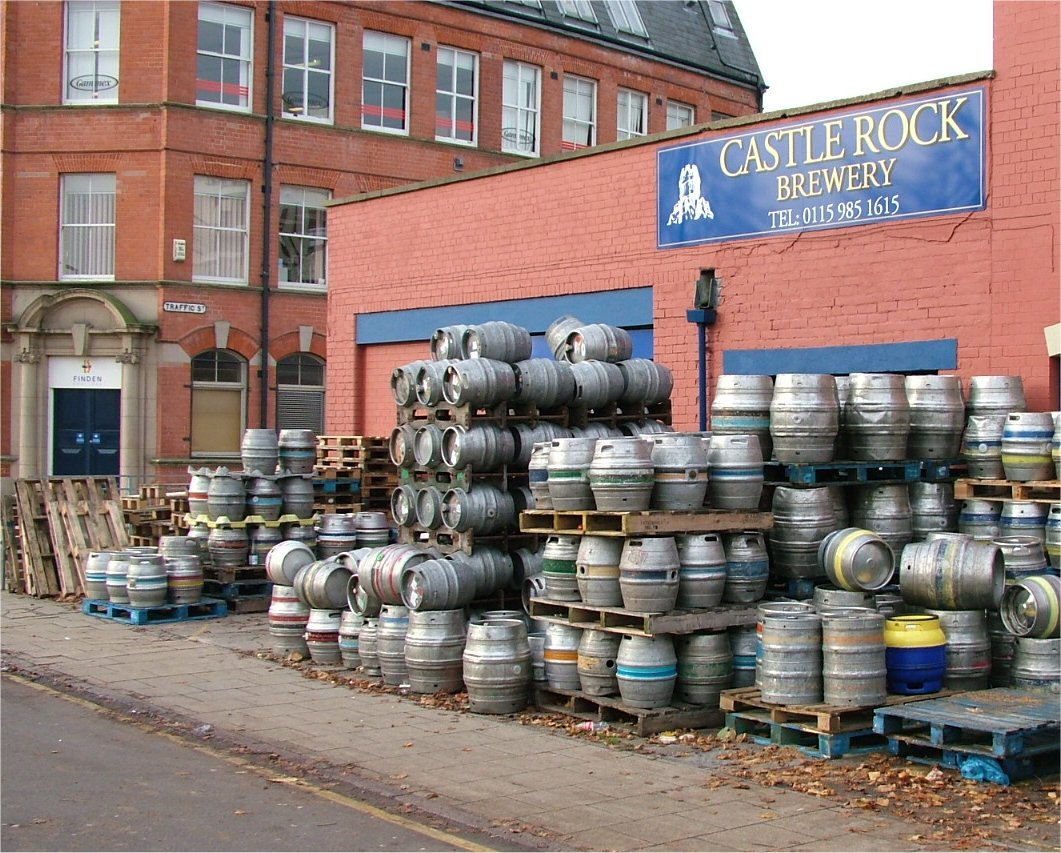
Ölfat av aluminium vid ett bryggeri

Ölfat är en behållare för öl och finns i flera olika storlekar från 5 till 50 liter. Ölfatet ansluts med en speciell anordning, fatkoppling, via ett kylaggregat till en tapp eller kran.
Dagens ölfat är i allmänhet tillverkade av aluminium eller rostfritt stål. Koldioxid eller i vissa fall en blandning av koldioxid och kvävgas används som drivgas och gör att ett övertryck bildas i fatet, vilket pressar ölet vidare till kylanläggningen och tappkranen.
Ett ölfat har ett lagringstryck på cirka 0,7 bar, och trycket från kolsyreflaskan måste således överstiga detta lagringstryck. Ett för högt övertryck kan resultera i att ölet blir överkarboniserat.
Mindre bryggerier tappar ofta sin öl i återvinningsbara fat av plast. Återvinningssystem finns i bland annat Nederländerna,  Storbritannien och Tyskland.